# Estación de Alamedilla-Guadahortuna
Alamedilla-Guadahortuna es una estación de ferrocarril situada en el municipio español de Alamedilla, en la provincia de Granada. Actualmente no dispone de servicio de viajeros, tras la eliminación de la parada de los trenes Media Distancia, aunque puede ser utilizada como apartadero para efectuar cruces entre trenes de viajeros y de mercancías.

## Situación ferroviaria
La estación se encuentra en el punto kilométrico 104,854 de la línea férrea de ancho ibérico Linares Baeza-Almería, entre las estaciones de Cabra del Santo Cristo-Alicún y de Pedro Martínez. El tramo es de via única y está sin electrificar.

## La estación
Consta de 5 vías y 3 andenes, uno central y 2 laterales, uno de ellos con marquesina. A la salida de la estación dirección Linares-Baeza a 400 metros se encuentra el antiguo puente del Hacho, actualmente sustituido por uno más moderno de hormigón.